# Шоле (округ)
Округ Шоле (фр. Arrondissement de Cholet) — округ у Франції, в департаменті Мен і Луара. 2023 року округ об'єднував 32 муніципалітети, населення становило 225 318 осіб.
Адміністративний центр (супрефектура) — Шоле.

## Муніципалітети
Список муніципалітетів округу та їхні коди INSEE:
1. Бегроль-ан-Мож (49027)
2. Бопрео-ан-Мож (49023)
3. Везен (49371)
4. Ізерне (49381)
5. Клере-сюр-Лейон (49102)
6. Корон (49109)
7. Ла-Плен (49240)
8. Ла-Романь (49260)
9. Ла-Сегіньєр (49332)
10. Ла-Тессуаль (49343)
11. Ле-Ме-сюр-Евр (49193)
12. Ле-Серке (49058)
13. Лі-О-Лейон (49373)
14. Мазьєр-ан-Мож (49195)
15. Мож-сюр-Луар (49244)
16. Молевріє (49192)
17. Монрево-сюр-Евр (49218)
18. Монтійє (49211)
19. Нюає (49231)
20. Оре-д'Анжу (49069)
21. Пассаван-сюр-Лейон (49236)
22. Севремуан (49301)
23. Сен-Кристоф-дю-Буа (49269)
24. Сен-Леже-су-Шоле (49299)
25. Сен-Поль-дю-Буа (49310)
26. Сернюссон (49057)
27. Сомлуар (49336)
28. Тремантін (49355)
29. Тутлемонд (49352)
30. Шантлу-ле-Буа (49070)
31. Шеміє-ан-Анжу (49092)
32. Шоле (49099)